# Parikía
Parikía (en griego: Παροικία) es la capital y el principal puerto de la isla de Paros, en las Cícladas. Reconocida como una de las ciudades más representativas del archipiélago, Parikía se distingue por sus callejuelas estrechas y empedradas, iglesias históricas, pintorescas tiendas y las emblemáticas casas blancas con detalles azules. Actualmente, Parikía figura entre los destinos más animados y concurridos de la isla, gracias a su animado paseo marítimo, repleto de cafeterías y restaurantes que atraen a numerosos visitantes. Además, la ciudad es famosa por su vibrante vida nocturna, lo que la convierte, junto con Naoussa en el norte de la isla, en uno de los dos principales centros turísticos de Paros.
Situada en la costa occidental de Paros, Parikía cuenta con aproximadamente 4.500 residentes permanentes.

## Historia
Los orígenes de Parikía se remontan a la antigüedad, como evidencian los numerosos monumentos y restos arqueológicos dispersos por el asentamiento. El puerto fue clave para que Paros se consolidara como una potencia marítima en el Egeo. Durante gran parte de su historia, Parikía compartió el destino de la isla en su conjunto.
La ciudad es también conocida por ser el lugar donde falleció Manto Mavrogenous, heroína de la guerra de Independencia de Grecia (1821-1829) y originaria de Mykonos; en su honor, se erige una estatua en la localidad.
El 26 de septiembre de 2000, el ferry Express Samina colisionó con los islotes Portes, cerca de la bahía de Parikía, provocando la muerte de 82 personas que iban a bordo.

## Atracciones turísticas

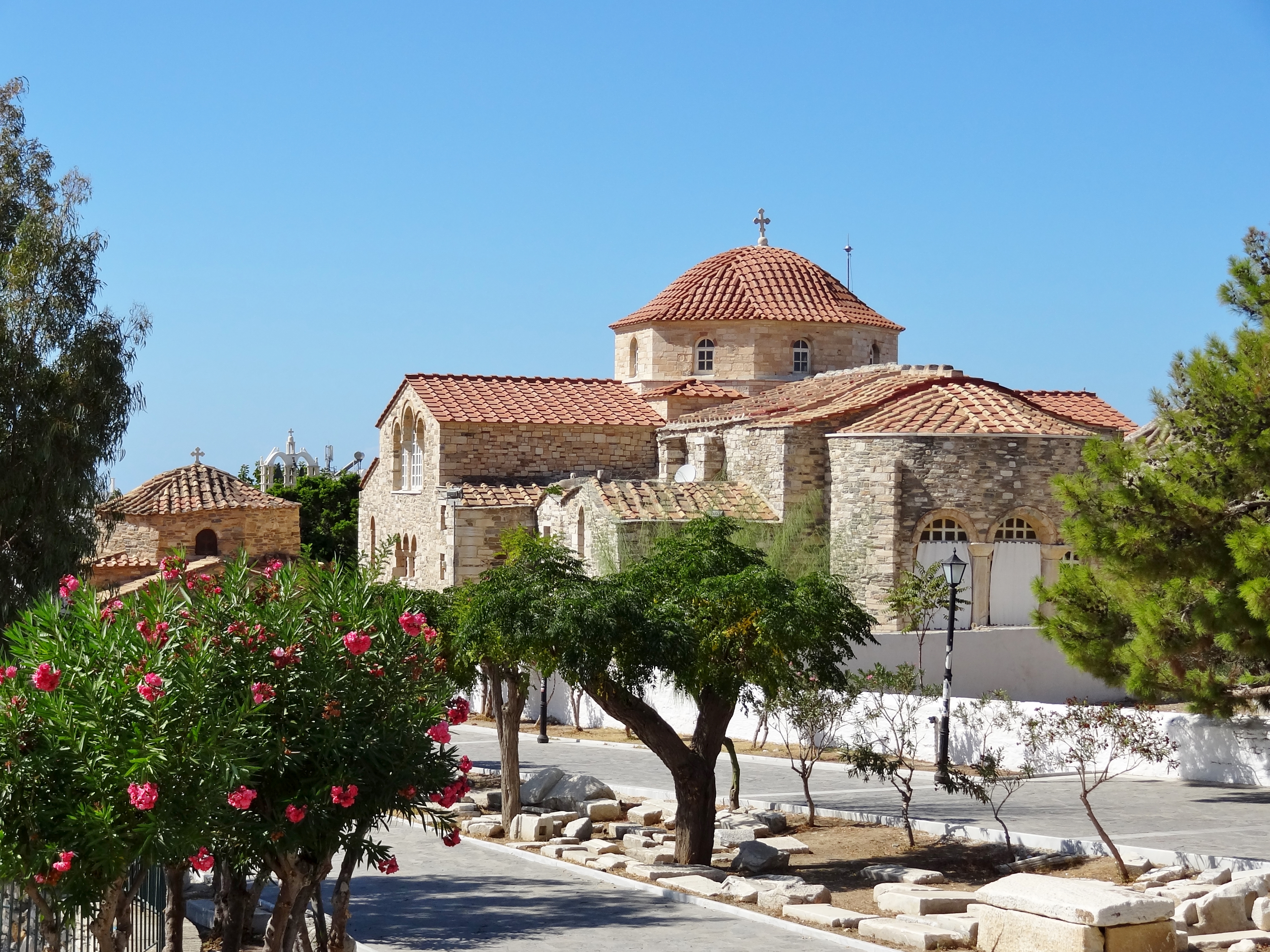
Iglesia de Panagía Ekatontapylianí

El monumento más emblemático de Parikía es la iglesia de Panagia Ekatontapiliani, cuyo nombre significa "Iglesia de las Cien Puertas". Este complejo religioso, uno de los más antiguos de Grecia, fue construido originalmente en el siglo IV sobre un antiguo gimnasio y renovado en el siglo VI durante el reinado del emperador bizantino Justiniano I. La iglesia destaca por sus frescos y alberga el Museo Eclesiástico de Parikía. En los alrededores se encuentran también otros monasterios de interés, como el Monasterio de Logovardas, el Monasterio de San Anargyroi y el Monasterio de Jesús del Bosque.
En el centro de Parikía, varias mansiones de estilo neoclásico acogen actualmente instituciones públicas.
Entre los elementos más característicos de Parikía destacan el molino de viento conservado en el puerto y el Castillo Veneciano, situado en lo alto del pueblo. Este castillo, construido por los venecianos a principios del siglo XIII, incorpora en sus muros restos de antiguos templos griegos. También conocido como Castillo Franco, este barrio histórico conserva murallas antiguas y vestigios de una torre, y se cree que algunas de sus estructuras utilizaron mármol procedente del templo de Deméter.
Parikía alberga asimismo el Museo Arqueológico de Paros, un pequeño pero interesante museo que exhibe piezas halladas en diversos yacimientos de la isla. Entre sus colecciones destacan cerámicas antiguas, esculturas e inscripciones que ilustran la dilatada historia de Paros, así como un fragmento de la Crónica de Paros, una inscripción en mármol que relata episodios clave de la antigüedad griega.
Cerca del puerto se encuentra el cementerio antiguo, que data desde finales del siglo VIII a. C. hasta el siglo III d. C., y que ofrece una visión de las prácticas funerarias y la historia social de la isla. Entre sus hallazgos más notables figura un poliandreión, una tumba colectiva única en la región del Egeo.